# قرش الكتاف
قرش الكتاف (الاسم العلمي: Hemiscyllium ocellatum) هو نوع من سمك القرش البسطيق طويل الذيل، من فصيلة Hemiscylliidae، وجدت في المياه الضحلة الاستوائية قبالة أستراليا وغينيا الجديدة (وربما في مكان آخر). الاسم الشائع لهذا القرش يأتي من البقعة السوداء الكبيرة ذات الحواف البيضاء خلف كل زعنفة صدرية، والتي تشبه الكلفيات العسكرية. النوع الصغير الذي يبلغ طوله عادة أقل من متر واحد (3.3 قدم)، سمك القرش الكتلي له جسم نحيل مع رأس قصير وقضبان زعانف عريضة على شكل مجداف. يتألف السويقان الذيلي (التي تعلق بها زعنفة الذيل) أكثر من نصف طول سمك القرش. البالغون يكونون ذو ألوان بنية فاتحة من الأعلى، مع بقع داكنة متناثرة وغير واضحة.
أسماك قرش الكتاف له نشاط ليلي عادات ما تكون في المياه الضحلة أو الشعاب المرجانية أو في برك المد والجزر. قد تطور هذا القرش ليتوافق مع استنزاف الأكسجين الشديد في الليل (نقص الأكسجة) في أحواض المد والجزر المعزولة عن طريق زيادة تدفق الدم إلى الدماغ وإغلاق الوظائف العصبية غير الأساسية بشكل انتقائي. وهو قادر على البقاء على قيد الحياة في حالة نقص الأكسجين لمدة ساعة دون آثار تضرر، وعلى درجة حرارة أعلى بكثير من معظم الحيوانات الأخرى التي تتحمل نقص الأكسجين. فبدلاً من السباحة، غالباً ما «تمشي» أسماك القرش من خلال التئام أجسادها ودفعها بزعانفها المزدوجة. تتغذى هذه الأنواع على مجموعة واسعة من اللافقاريات القاعية الصغيرة والأسماك العظمية. أسماك قرش الكتاف تتكثر عن طريق نمط البيوضية، تضع الإناث أزواج من كبسولات البيض في كل 14 يوما من أغسطس إلى ديسمبر. نظرا لصعوبتها وصغر حجمها، تحظى أسماك قرش الكتاف بشعبية في كل من  أحواض السمك العامة والزينة. قام الاتحاد الدولي لحفظ الطبيعة (IUCN) بتقييم هذا النوع على أنه غير مهدد، حيث أنه خارج نطاق تجارة الأحواض الصغيرة، فإنه قليل الاهتمام بمصايد الأسماك.

## وصلات خارجية
- Fishes of Australia : Hemiscyllium ocellatum